# Kertész leszek
A Kertész leszek című lemez Koncz Zsuzsa hetedik magyar nyelvű nagylemeze. Magyar költők verseire komponált dalok hallhatók rajta.
Nem sokkal a Jelbeszéd betiltását és a Bródy János ellen folyó rendőri eljárás és a bírósági ítélet után keletkezett. Az üzenete: ha Bródy nem felel meg a rendszernek, itt van Arany és József Attila. Az egyre népszerűbbe váló és a kritika illetve a hivatalos intézmények által is értékelt versmegzenesítő törekvéseket követve Koncz Zsuzsa magyar és külföldi költők műveit is megénekelte. Ez az irány nemcsak neki (Liszt-díj), de a műfajnak is jelentős elismerést hozott. Weöres Sándor írta egy hozzá címzett levelében: „Az az irányzat, amelyet a pop világában Ön képvisel, korhatár nélkül élvezhető. Úgy hiszem, sokan köszönhetik Önnek Weöres Sándor és József Attila szeretetüket. Ön az idők folyamán énekesből népművelővé vált.”
Közreműködik a Fonográf együttes, a Korál együttes, a Magyar Rádió Gyermekkórusa (vezényel: Csányi László), a Vonós kamarazenekar (vezényel: Balassa P. Tamás), a Mikrolied vokál, Boldizsár Miklós, Czipó Tibor, Pásztory Zoltán, Tolcsvay Béla.

## Az album dalai

### A oldal
1. Nyolcesztendős lányok (Szörényi Levente – József Attila) 2:19
2. Két karodban (Tolcsvay László – Radnóti Miklós) 2:10
3. Állatkerti útmutató (Bródy János – Devecseri Gábor) 2:17
4. Szózat Katitzához a férfiak ügyiben (Bródy János – Weöres Sándor) 2:34
5. Adjon az Isten (Tolcsvay László – Nagy László) 1:19
6. Kertész leszek (Bródy János – József Attila) 4:24
7. Betlehemi királyok (Tolcsvay László – József Attila) 3:06

### B oldal
1. Vörös Rébék (Szörényi Levente – Arany János) 6:20
2. Az egyes emberek dala együtt (Móricz Mihály – Devecseri Gábor) 3:34
3. Szegény Zsuzsi a táborozáskor (Koncz Zsuzsa – Csokonai Vitéz Mihály) 2:15
4. Itt van az ősz, itt van újra (Móricz Mihály – Petőfi Sándor) 3:20
5. Ha a világ rigó lenne (Szörényi Levente – Weöres Sándor) 1:03
6. Rejtelmek (Bródy János – József Attila) 2:45

## Utalások
1. ↑  Sebők János: Magyarock, 2. kötet, 88. oldal - Zeneműkiadó, 1984

## Külső hivatkozások
- Információk Koncz Zsuzsa honlapján